# Stadt-Umland-Bahn Nürnberg–Erlangen–Herzogenaurach

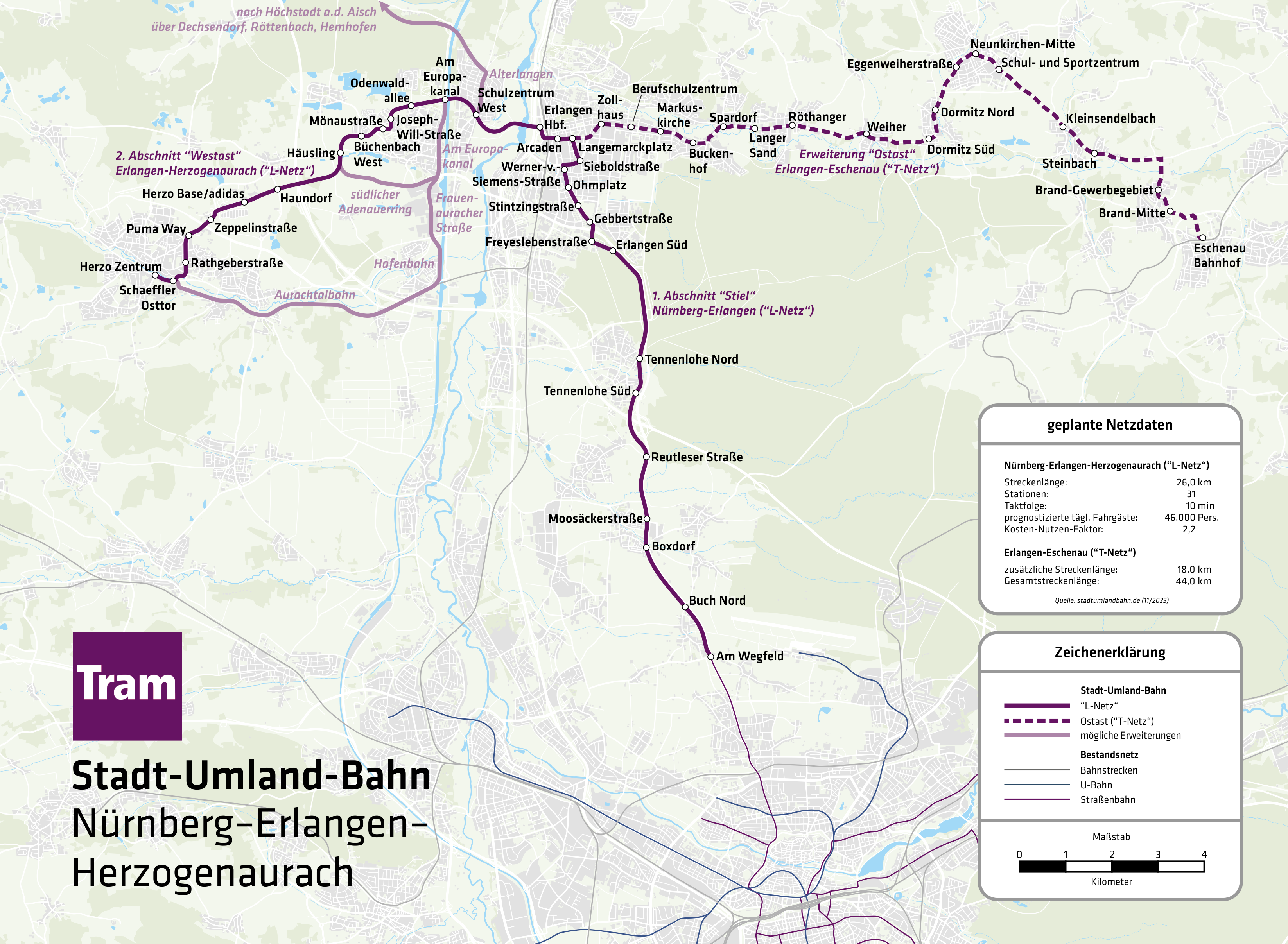
Geplanter Linienverlauf des StUB-Projekts mit möglichen Erweiterungen

Die Stadt-Umland-Bahn Nürnberg–Erlangen–Herzogenaurach (StUB) ist ein in Planung befindliches Straßenbahn- bzw. Überlandstraßenbahn-Projekt. Es soll die mittelfränkischen Städte Nürnberg, Erlangen und Herzogenaurach mit einer neu zu bauenden Straßenbahnstrecke verbinden und an das bestehende Netz der Nürnberger Straßenbahn anschließen. Die Unterlagen für das Planfeststellungsverfahren sollen bis Ende 2025 vorbereitet werden. Die teilweise Betriebsaufnahme wird für das Jahr 2031 angestrebt. Das Projekt war Gegenstand mehrerer Bürgerentscheide und wurde 2015 in Herzogenaurach, 2016 in Erlangen und 2024 wiederum in Erlangen von einer Mehrheit der Abstimmenden befürwortet.

## Geschichte

### Ideen und Planungen
Erste Ideen für eine Lokalbahn oder Überlandstraßenbahn im Knoblauchsland bestanden schon um 1911. Der Erste Weltkrieg und die darauf folgenden Wirren und wirtschaftlichen Probleme führten dazu, dass keine konkreteren Schritte zu einer Umsetzung unternommen wurden.
Nachdem Siemens auf seinem Firmengelände in Erlangen in den 1970er Jahren eine H-Bahn erprobt hatte, wurde der Bau einer solchen Bahn in der Stadt diskutiert. Dies wurde 1978 vom Stadtrat abgelehnt.
Nachdem der Personenverkehr auf der Bahnstrecke Erlangen–Eschenau zwischen 1961 und 1963 sowie auf der Bahnstrecke Erlangen-Bruck–Herzogenaurach 1984 eingestellt worden war, wurde Ende 1985 eine umfangreiche Studie der damaligen „Arbeitsgruppe Franken-Plan“ unter dem Titel Eine Stadtbahn für Erlangen vorgelegt.

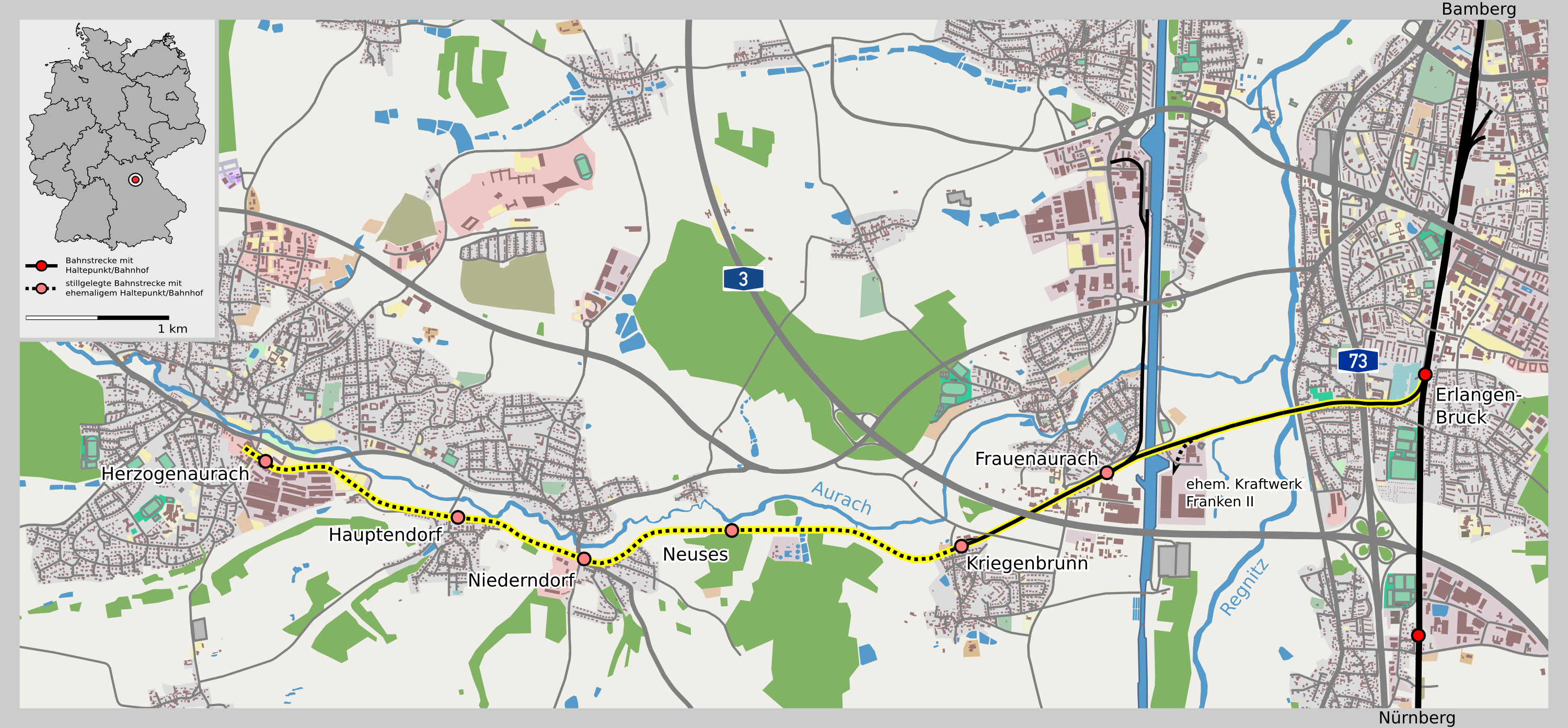
Ehemalige Bahnstrecke Erlangen-Bruck–Herzogenaurach

Anfang der 1990er-Jahre wurde daraus ein Konzept einer Regionalstadtbahn weiterentwickelt, die vor Ort als Stadt-Umland-Bahn oder kurz als StUB bezeichnet wird. Ab 1992 beteiligte sich Siemens Transportation Systems sowohl technisch als auch finanziell im Projekt. Eine 1994 abgeschlossene Machbarkeitsstudie ergab ein Nutzen-Kosten-Verhältnis von 1,48 für die Stadt-Umland-Bahn. 1995 beschlossen die Stadt Erlangen sowie die Landkreise Erlangen-Höchstadt und Forchheim grundsätzlich den Bau und Betrieb des StUB-Grundnetzes auf Grundlage vorangegangener Kosten-Nutzen-Analysen und Durchführbarkeitsprüfungen.
Eine Machbarkeitsstudie aus dem Jahr 1993 beziffert die Gesamtkosten für das StUB-Projekt auf knapp eine Milliarde D-Mark, davon allein für die Trassen des Grundnetzes rund 413 Millionen DM. 1997 lehnte das bayerische Wirtschaftsministerium die Aufnahme des Projektes in Förderprogramme des Landes und des Bundes ab. Ohne diese Kofinanzierung stand eine Realisierung der Stadt-Umland-Bahn nicht in Aussicht. Dennoch blieb das Thema regelmäßig Bestandteil der öffentlichen und politischen Debatte in Erlangen und Umgebung. Eine Bürgerinitiative für umweltverträgliche Mobilität im Schwabachtal thematisierte das Projekt ebenso immer wieder wie führende Politiker der beteiligten Landkreise.
Der Verkehrsverbund Großraum Nürnberg, die VAG sowie die Städte Nürnberg und Erlangen gründeten 1999 eine Projektgruppe für eine detailliertere Untersuchung. Das ursprüngliche Konzept aus den 1990er Jahren sah eine Verknüpfung von Straßenbahn und Eisenbahn nach dem Karlsruher Modell vor, daher auch der Name Stadt-Umland-Bahn (StUB). Die seit 2006 in Bau befindliche S-Bahnstrecke von Nürnberg über Erlangen nach Bamberg machte aber eine Umplanung des Projektes notwendig. Das überarbeitete Konzept sah jetzt die Verlängerung der Nürnberger Straßenbahn in Form einer Überlandstraßenbahn bis Erlangen und darüber hinaus vor, die von Forchheim ausgehenden Strecken entfielen. Auch für dieses neue Konzept wurde die ursprüngliche Bezeichnung Stadt-Umland-Bahn (StUB) beibehalten.
Ab Anfang 2008 wurde eine neue Nutzen-Kosten-Untersuchung für das StUB-Grundnetz erarbeitet. Ebenfalls 2008 wurde vom Nürnberger Stadtrat eine Studie für den Nahverkehrsentwicklungsplan 2025 (NVEP 2025) in Auftrag gegeben, die verschiedene U- und Straßenbahn-Projekte in Nürnberg und Fürth untersuchte. Die Studie ergab 2012, dass eine Verlängerung der Nürnberger Straßenbahn bis an die Stadtgrenze zu Erlangen nicht förderfähig gewesen wäre und empfahl eine Verlängerung vom damaligen Endpunkt Nürnberg-Thon nach „Am Wegfeld“. In Folge beschloss der Nürnberger Stadtrat den Bau dieser Verlängerung. Sie ging 2016 in Betrieb und wird gemeinhin als Bauvorleistung oder „erster Teil“ für die Stadt-Umland-Bahn angesehen. Dass hierbei ein relativ dünn besiedeltes Gebiet angebunden wird, war bereits Gegenstand überregionaler Presseberichte. Die Fahrgastzahlen entwickelten sich besser als prognostiziert, sodass die Verlängerung der Straßenbahn in Nürnberg parteiübergreifend als Erfolg gesehen wurde.
Seit etwa 2010 wurden, vor allem auf Initiative der Städte Herzogenaurach und Nürnberg, die Planungen für eine Stadt-Umland-Bahn wieder intensiver verfolgt. Bis zum Frühjahr 2012 entstand eine Standardisierte Bewertung und ein Vergleich zu einem regional optimierten Busnetz (RoBus). Der Ausbau der Infrastruktur für die StUB bezog sich auf das so genannte T-Netz mit einer Nord-Süd-Verbindung von Erlangen Bahnhof nach Nürnberg-Wegfeld und von Erlangen Bahnhof mit einem Ast nach Westen über die neu zu bauende Kosbacher Brücke bis Herzogenaurach sowie nach Osten nur noch bis Uttenreuth. Letzteres würde, im Vergleich zum bisher umsteigefreien Busverkehr, einen Bruch zwischen Erlangen und Eschenau bedeuten. Das Konzept des regional optimierten Busverkehrs nimmt zusätzliche Busspuren und Haltestellen sowie ebenfalls die neue Kosbacher Brücke an. Der Vergleich kam zu dem Schluss, dass die Straßenbahn-Option zwar höhere Kosten im Bau, aber auch höhere volkswirtschaftliche Nutzen, darunter einen stärkeren Effekt der Verkehrsverlagerung vom MIV auf den ÖPNV hätte. Im Rahmen der weiteren Planungen wurden seitens des Zweckverbands und der drei beteiligten Städte verschiedene Möglichkeiten der Bürgerbeteiligung und Information geschaffen und teilweise auch Vorschläge aus der Bürgerschaft in den Planungsprozess eingebunden. So wurde zum Beispiel die ursprüngliche Kosbacher Brücke mit einer geänderten Linienführung bei der Flussinsel „Wöhrmühlinsel“ in der Regnitz ersetzt, so dass aktuelle Planungen von der Wöhrmühlbrücke sprechen.
Da die neue Regnitzquerung auch von Bussen befahren werden kann und da die Straßenbahn einige Buslinien ganz oder teilweise ersetzt, beinhaltet das Projekt auch Anpassungen beim Busverkehr. Der Zweckverband hat auf seiner Homepage ein vorläufiges Busnetz, wie es nach Inbetriebnahme der StUB aussehen könnte, veröffentlicht.

### Beschlüsse
Am 21. September 2012 fasste der Kreistag des Landkreises Erlangen-Höchstadt mit deutlicher Mehrheit den Beschluss, einen Förderantrag für die Stadt-Umland-Bahn mit dem Netz Nürnberg-Am Wegfeld–Erlangen–Herzogenaurach/Uttenreuth einzureichen. Am 27. September 2012 beschloss dies auch der Erlanger Stadtrat. Die Städte Nürnberg und Herzogenaurach hatten jeweils schon früher entsprechende Beschlüsse getroffen. Parallel sollten die Planungen für das Projekt konkretisiert werden. Nach dem Bescheid über die Förderung sollte abschließend entschieden werden, ob das Projekt umgesetzt wird.
Im September 2013 wurde die StUB in die Förderung des Gemeindeverkehrsfinanzierungsgesetzes aufgenommen.
Die Städte Erlangen und Nürnberg stimmten im Dezember 2014 für den Beitritt zum Zweckverband für Planung, Bau und Betrieb der Stadt-Umland-Bahn.
Im Landkreis Erlangen-Höchstadt dagegen regte sich Widerstand gegen den Bau der Stadt-Umland-Bahn. Die Bürgermeister von Höchstadt, Adelsdorf und Kalchreuth kritisierten seit Sommer 2014 die Planungen, da sie Belastungen für ihre Gemeinden durch die für die Finanzierung notwendige Kreisumlage befürchten. Zusammen mit ihrem Parteikollegen, dem Fraktionsvorsitzenden der Kreistagsfraktion der Freien Wähler Erlangen-Höchstadt, drohten sie damit, einen Kreisentscheid über die Stadt-Umland-Bahn zu initiieren, sofern keine Förderung straßenbündiger Bahnkörper erreicht werden könne. Auch die Mittelstandsunion forderte, aufgrund des hohen Finanzvolumens die Erlanger Bürger in einem Bürgerentscheid über die Bahn entscheiden zu lassen.
Im Landkreis Erlangen-Höchstadt wurde dieser Bürgerentscheid am 19. April 2015 durchgeführt. Das Kreistagsbegehren für die Stadt-Umland-Bahn wurde mit 45,2 % zu 54,8 % abgelehnt, der Bürgerentscheid wurde mit 59,2 % zu 40,8 % angenommen. Somit tritt der Landkreis nicht dem Zweckverband bei und beteiligt sich finanziell nicht an der Stadt-Umland-Bahn. Daraus resultierend wurden der (bis Uttenreuth gekürzte) Ostast sowie die Planungen für einen optionalen Nordwestast bis auf Weiteres aufgegeben.
Die Stadt Herzogenaurach, deren Bürger mit über 75 % für die Stadt-Umland-Bahn stimmten, verfolgte nun den Plan, eine Verbindung von Erlangen mit eigener Kostenbeteiligung zu erreichen. Der Ast nach Uttenreuth würde dabei entfallen. Um dies in die Wege zu leiten, empfahl Mitte Juli 2015 der Kreisausschuss des Landkreises Erlangen-Höchstadt, dem Kreistag die entsprechenden Aufgaben zur ÖPNV-Finanzierung an Herzogenaurach zu übergeben. Diese kann damit gemeinsam mit Nürnberg und Erlangen einen Zweckverband zum Bau der Stadt-Umland-Bahn gründen.
Am 6. März 2016 fand ein Bürgerentscheid in der Stadt Erlangen statt. Dabei wurde der beantragte Ausstieg der Stadt aus dem Vorhaben Stadt-Umland-Bahn mit über 60 Prozent der Stimmen abgelehnt bei einer Wahlbeteiligung von rund 45 Prozent.
Am 17. März 2016 beschloss der Erlanger Stadtrat die Gründung eines Zweckverbands für die weitere Planung der Stadt-Umland-Bahn gemeinsam mit den Städten Herzogenaurach und Nürnberg, die diesen Beschluss bereits zu einem früheren Zeitpunkt gefasst hatten.
Im Jahr 2021 fand ein Architektenwettbewerb für die Brücke über den Regnitzgrund statt. Dabei gewann ein Vorschlag des Ingenieurbüros Grassl. Als wesentliches Designelement ist dabei unter anderem Cortenstahl vorgesehen. Unterhalb der Brücke ist ein Radweg geplant.
Zeitgleich mit der Europawahl wurde am 9. Juni 2024 in Erlangen ein Bürgerentscheid in Form eines Ratsbegehrens durchgeführt. Die Abstimmenden votierten mit 52,4 % (28.693 Stimmen) für die Stadt-Umland-Bahn und mit 47,6 % (26.111 Stimmen) dagegen. Bei insgesamt 54.804 gültigen und 304 ungültigen Stimmen betrug die Wahlbeteiligung 66,7 %. Damit wurde das erforderliche Quorum von 8.304 Stimmen erfüllt und das Ratsbegehren angenommen.

## Aktuelle Trassen-Planung (L-Netz)
Die derzeitigen Planungen des Zweckverbandes Stadt-Umland-Bahn sehen eine Linie vor, die von Nürnberg-Am Wegfeld kommend (Endpunkt der Nürnberger Straßenbahnlinien 4 und 10) grob entlang der Bundesstraße 4 über Tennenlohe in den Erlanger Süden und dann über die Nürnberger Straße ins Erlanger Stadtzentrum geführt wird. Vor Erreichen der Fußgängerzone wird die Strecke entlang der Werner-von-Siemens-Straße verschwenkt, um den Himbeerpalast (künftig Audimax) und die Hauptmensa am Langemarckplatz sowie das Christian-Ernst-Gymnasium anzubinden. Anschließend passiert die Strecke den Vorplatz der Erlangen Arcaden, der in diesem Rahmen umgestaltet und vom Kfz-Durchgangsverkehr befreit werden soll, und unterquert in Folge die Bahnstrecke. Nach Unterquerung der Bahnstrecke Nürnberg–Bamberg und einem Halt am Bahnhof Erlangen (Westseite, heutiger Großparkplatz, künftig „Regnitzstadt“) wird die Bundesautobahn 73 unterquert. Unmittelbar westlich der Autobahn soll die Bahn auf einer neuen Brücke das Regnitztal queren. Westlich des Flusses wird das Schulzentrum West (Albert-Schweitzer-Gymnasium (Erlangen) und Realschule am Europakanal) angebunden und im Anschluss der Main-Donau-Kanal überquert. Dann folgt sie dem Adenauerring durch Alterlangen bzw. die Stadtrandsiedlung und anschließend Büchenbach. Südwestlich von Häusling quert sie die Bundesautobahn 3 und erreicht das Stadtgebiet von Herzogenaurach. An der Stelle, an der die Autobahn überquert wird, soll eine neue Haltestelle mit Park-and-Ride-Anlage entstehen. Darüber hinaus ist dort auch eine Abstellanlage geplant. Auf Herzogenauracher Gebiet wird die Straßenbahn über die Herzo Base (Anbindung der Outlets von Adidas und Puma) von Norden in die Herzogenauracher Innenstadt geführt und endet nach Passieren des Osttors von Schaeffler nahe dem früheren Bahnhof Herzogenaurach der stillgelegten Aurachtalbahn.
In Nürnberg soll die Stadt-Umland-Bahn umsteigefrei über Am Wegfeld als Nürnberger Straßenbahnlinie 4 bzw. 10 auf deren bestehenden Gleisen weitergeführt werden.
Im Januar 2020 wurde das Raumordnungsverfahren durch die Regierung von Mittelfranken abgeschlossen. Das Vorhaben wurde als raumverträglich eingestuft.
2021 begann der Zweckverband Stadt-Umland-Bahn die Entwurfsplanung mit dem Ziel, im Jahr 2024 das Planfeststellungsverfahren zu beginnen.

## Weitere diskutierte Trassen

### T-Netz
Das lange diskutierte Grundnetz umfasste in Form eines nach Süden, Westen und Osten ausgerichteten, T-förmigen Netzes drei Verbindungen nach Nürnberg-Buch, nach Herzogenaurach sowie, in etwa der Trasse der Bahnstrecke Erlangen–Eschenau folgend, nach Eckental über Neunkirchen am Brand. In Eckental hätte dabei Anschluss an die Gräfenbergbahn bestanden, in Nürnberg-Buch an die Nürnberger Straßenbahn. In den Planungen seit 2012 wurde der Ostast des T-Netzes bis Uttenreuth verkürzt, da bei einer Weiterführung nach Neunkirchen die Wirtschaftlichkeit nach der standardisierten Bewertung und damit die Förderfähigkeit nicht mehr erfüllt gewesen wäre.
Das T-Netz wurde mit dem Bürgerentscheid im Landkreis Erlangen-Höchstadt bis auf weiteres aufgegeben und nur noch das L-Netz (siehe oben) verfolgt. Die Trasse für den Ostast soll aber weiterhin freigehalten werden, um ihn möglicherweise zu einem späteren Zeitpunkt realisieren zu können.
Ende 2018 schlossen sich die Bürgermeister von 14 Kommunen zur Initiative Ostast StUB zusammen, mit dem Ziel eine standardisierte Bewertung für einen Ostast mit Verbindung zur Gräfenbergbahn in Auftrag zu geben. Ende 2021 beschloss die Initiative, zusammen mit den Landkreisen Forchheim und Erlangen-Höchstadt sowie der Stadt Erlangen eine Vereinbarung die Planungen zur Errichtung eines Ostastes wieder aufzunehmen.

### Alternative Trassenführungen
Im Rahmen der standardisierten Bewertung von 2012 wurde auch eine Linienvariante untersucht, die sich im Westast vom T-Netz wesentlich unterschied (sogenannte BI-Variante): Vom Erlanger Bahnhof ausgehend sollte die Strecke nach Süden geführt werden und sich südlich des Stadtteils Anger in zwei Äste aufspalten: Der eine sollte über den Büchenbacher Damm nach Büchenbach führen, wobei diese Trasse im Gegensatz zu T- und L-Netz auch den Süden Büchenbachs erschlossen hätte. Der zweite Ast sollte weiter nach Bruck verlaufen und dort auf die Trasse der stillgelegten Aurachtalbahn geführt werden, der er dann bis Herzogenaurach gefolgt wäre. Für diese Trasse wurde ein Nutzen-Kosten-Verhältnis von unter 1 festgestellt, so dass sie als nicht förderfähig verworfen wurde.
Vom damaligen Erlanger Oberbürgermeister Siegfried Balleis wurde 2013 vorgeschlagen, die Innenstadt durch die Stadt-Umland-Bahn zu umfahren (sogenannte Campus-Bahn): Dabei wäre sie von Nürnberg kommend parallel zur Bundesstraße 4, im weiteren Verlauf entlang der Paul-Gossen-Straße am geplanten Siemens-Campus gebaut worden, um direkt über den Büchenbacher Damm nach Büchenbach und weiter nach Herzogenaurach geführt zu werden. Der Vorschlag wurde nach der Kommunalwahl 2014 und der Abwahl von Siegfried Balleis nicht mehr weiter verfolgt.
Eine weitere von Balleis ins Spiel gebrachte Variante hätte die Stadt-Umland-Bahn, wiederum von Nürnberg kommend, über den Siemens-Campus und dann weiter westlich als im T- bzw. L-Netz geplant entlang der Koldestraße in die Erlanger Innenstadt geführt. Etwa am Erlanger Bahnhof wäre sie auf die Trasse des T-Netzes zurückgekehrt. Diese Variante wurde verworfen, weil Siemens eine Führung der Bahn über den Siemens-Campus ablehnte.
Im Verlauf der Planungen und Debatte war immer wieder umstritten, an welcher Stelle die Regnitz gequert werden soll. Während Tunnellösungen aufgrund der Kosten nie näher untersucht wurden, gab es zu mindestens drei potenziellen Brücken- oder Dammlösungen intensive Untersuchungen. Eine Querung entlang des Dechsendorfer Damms wurde 2019 als technisch undurchführbar abgelehnt, da die Pfarrstraße (zwischen dem Martin Luther Platz und der Bahnstrecke) nicht die nötige Breite aufweist, um dort eine Straßenbahn verkehren lassen zu können. Eine Querung entlang des Büchenbacher Damms wurde 2023 ein weiteres Mal untersucht, wobei aufgrund der erheblichen Beeinträchtigungen des motorisierten Verkehrs und potenzieller Konflikte mit der Autobahn GmbH des Bundes diese Alternative ebenfalls verworfen wurde. Die ehemals geplante Kosbacher Brücke wurde – wie oben erwähnt – zugunsten des Vorschlags aus dem Bürgerdialog mit einer Brücke an der Wöhrmühlinsel ersetzt.

### Angedachte Erweiterungen
- Der Flächennutzungsplan der Stadt Erlangen stellt eine Reihe weiterer StUB-Strecken dar, die teilweise als Erweiterungen und teilweise als Streckenalternativen verstanden werden können. Darunter u. a. eine Verbindung vom Kosbacher Damm über die Straßen Am Europakanal und Frauenauracher Straße sowie die Erlanger Hafenbahn auf die Aurachtalbahn und ein von dieser Strecke abzweigender Ringschluss entlang des südlichen Adenauerrings.
- Eine weitere geplante Erweiterung der StUB führt u. a. von Alterlangen über Dechsendorf und Röttenbach nach Hemhofen und von dort weiter nach Höchstadt an der Aisch. Diese Erweiterung ist durch die inzwischen erfolgte Freistellung (AEG) und teilweisen Überbauung der Bahnstrecke Forchheim–Höchstadt, welche hierfür ebenfalls in das StUB-Netz integriert werden sollte, unwahrscheinlich geworden.
- Darüber hinaus gehört die in Betrieb stehende Bahn im Wiesenttal von Forchheim nach Ebermannstadt zum StUB-Maximalnetz.
- Im Zuge der Änderung des Gemeindeverkehrsfinanzierungsgesetzes, welches die Förderbedingungen spürbar verbessert, fordern nun auch vormalige Gegner[51] der Stadt-Umland-Bahn wie der Bürgermeister von Höchstadt an der Aisch Brehm eine Verlängerung der StUB um einen „Nordwestast“ nach Höchstadt.[52]

## Finanzierung
Die Investitionen in die Infrastruktur bei der StUB beliefen sich nach der Kostenschätzung von 2019 auf circa 372 Millionen Euro (Preisstand 2019). Zudem wurde mit circa 56 Millionen Euro Planungskosten gerechnet. 2023 wurden die gesamten Investitions- und Planungskosten auf 730 Millionen Euro geschätzt.
Durch die Novellierung des Gemeindeverkehrsfinanzierungsgesetzes (GVFG) ist eine Förderung in Höhe von 75 Prozent (vorher 60 %) der zuwendungsfähigen Kosten durch den Bund zu erwarten. Neu ist zudem die Anerkennung von straßenbündigen Bahnkörpern und Planungskosten als zuwendungsfähige Kosten.
Weitere 30 % dieses Betrages sollen aus dem bayerischen Finanzausgleichsgesetz aufgebracht werden. Im Frühjahr 2014 kündigte der bayerische Verkehrsminister Joachim Herrmann an, dass sein Ministerium eine Erhöhung der Förderung durch den Freistaat von 20 % um weitere 10 % prüfe. Der Eigenanteil der Kommunen würde sich entsprechend von 117 Millionen Euro auf 92 Millionen Euro verringern (damaliger Preisstand). Die Erhöhung wurde im Oktober 2014 beschlossen.
Die Förderung von Bund und Freistaat ergäbe somit in Summe über 100 %, die in der Praxis nicht zu erwarten sind. Durch die Anerkennung weiterer zuwendungsfähiger Kosten (z. B. straßenbündiger Bahnkörper) bei einer gleichbleibenden Gesamtförderung von 90 % sinkt der Eigenanteil der Städte dennoch auf 78 Millionen Euro (Preisstand 2019). Davon entfallen 49 Millionen auf die Stadt Erlangen, 16 Millionen auf die Stadt Nürnberg und 13 Millionen auf die Stadt Herzogenaurach.

## Haltestellen, Infrastruktur und Fahrzeiten

### Strecke und Haltestellen
Gemäß Plänen von 2024 sollen auf 26 km Neubaustrecke 31 Haltstellen entstehen. Dabei sind – inklusive der bereits existierenden Station „Am Wegfeld“ – fünf Halte auf Nürnberger Stadtgebiet vorgesehen. 19 Halte entfallen auf das Stadtgebiet von Erlangen und weitere sieben auf Herzogenaurach. Die Strecke soll dabei größtenteils auf besonderen und unabhängigen Bahnkörpern geführt werden. Teile der Strecke werden als Rasengleis ausgeführt, wo anliegende Bebauung dies nicht erfordert aber auch als Schottergleis. Dazu kommen einige Abschnitte als „klassische“ Straßenbahn mit Rillengleis. Die Wöhrmühlbrücke wird für Straßenfahrzeuge befahrbar sein, jedoch bleibt sie ausschließlich der Straßenbahn, dem öffentlichen Busverkehr und den Blaulichtfahrzeugen (Feuerwehr, Polizei, Rettungsdienst) vorbehalten. Die Haltestellen sollen zunächst 40 Meter lang sein, in Einzelfällen bereits mit 60 Metern Länge gebaut werden. Im L-Netz ist eine spätere Nachrüstung für 60 Meter lange Bahnsteige planerisch berücksichtigt, im Ostast ist nach Planungen mit Stand Oktober 2024 an einigen Stellen eine spätere Erweiterung auf 60 Meter Bahnsteiglänge nicht vorgesehen. Die derzeit neueste Baureihe im Nürnberger Straßenbahn-Netz, der Siemens Avenio hat eine Länge von 36,85 m. Die maximale zulässige Länge eines Straßenbahnfahrzeuges im gemischten Verkehr gemäß BOStrab beträgt 75 m.

### Fahrzeiten und Haltestellenabstände
Die geplante Fahrzeit vom Zentrum von Herzogenaurach bis „Am Wegfeld“ soll 51 Minuten betragen, bis zum Plärrer 65 Minuten. Sowohl der durchschnittliche Stationsabstand der Neubaustrecke als auch die Durchschnittsgeschwindigkeit werden nach Planungsstand 2024 höher ausfallen als im Bestandsnetz. Die StUB weist hierbei Charakteristika einer Überlandstraßenbahn auf.

### Abstellanlage
Aus Gründen der Kapazität und Umlaufplanung (Vermeidung von Leerfahrten bzw. unverhältnismäßig langen Aus- und Einrückfahrten) ist nahe der Stadtgrenze zwischen Erlangen und Herzogenaurach an der A3 eine Abstellanlage für bis zu 21 Straßenbahnfahrzeuge geplant (12 für den 10-Minuten-Grundtakt, 6 für Verstärkerfahrten sowie 3 als Reserve). Größere Reparatur- oder Inspektionsarbeiten können dort allerdings nicht durchgeführt werden. Derartige Arbeiten verbleiben im Betriebshof Heinrich Alfes Straße in Nürnberg.

### Wendeschleifen
Die Planungen gehen von Einrichtungsfahrzeugen aus, wie sie auch im Bestandsnetz der Straßenbahn Nürnberg üblich sind. Folglich sind mehrere Wendeschleifen vorgesehen, um auch im Störungsfall oder während Bauarbeiten den Betrieb aufrechterhalten zu können. Konkret kommen zur bestehenden Wendeschleife am Wegfeld, welche umgebaut wird, um sowohl wendende als auch durchgehende Bahnen zu ermöglichen, die Wendeschleifen Reutles an der Stadtgrenze Nürnberg/Erlangen, Freyeslebenstraße (am südöstlichen Ende des im Bau befindlichen Siemens-Campus bzw. westlich der technischen Fakultät der Universität), Erlangen Bahnhof/Regnitzstadt, Büchenbach (am Nahversorgungszentrum), Stadtgrenze Erlangen/Herzogenaurach (an der A3) sowie die Endhaltestelle Schaeffler Osttor in Herzogenaurach.